# Unac
Unac je rijeka u zapadnom dijelu Bosne i Hercegovine, desna pritoka rijeke Une. 
Ističe kao Mlinski potok iz Šatorskog jezera na planini Šator. U podnožju planine sastaje se sa Šatorskim potokom i tek na izlasku iz klisure Pojilo dobiva ime Unac.
Od svog izvora Unac teče prema sjeverozapadu i prelazeći kroz klisuru Pojila, četiri kotline (najveća Drvarska) i tri daljnje klisure ulijeva se u Unu kod Martin Broda na visini 323 m. Od Drvara do ušća teče najdužom i najdubljom klisurom, dubine i do 350 m. Dužina toka je 65,5 km, a površina sliva 650 km².
Kod sela Prekaja, Unac je pregrađen i stvoreno je umjetno jezero za potrebe industrije u Drvaru.
Donji tok Unca dio je Nacionalnog parka Una.
Po imenu rijeke je područje njenog toka također nosilo isto ime sve do 20. stoljeća. Područje je pogodno za život pa je naseljeno od prahistorije. Kako to pokazuju brojne gradine, koje su redovito smještene po prirodnim uzvisinama na obodu poljâ, dolina Unca je bila dobro naseljena u ilirska vremena, plemenom Sardeati. Centar ilirske zajednice se, po svoj prilici, nalazio u Bastasima, najžupnijem dijelu kotline, oko Gradine koja leži sjeveroistočno od sela, i oko Obljaja, zapadno od Bastasa, s obje strane Unca. U rimskom periodu to je bio municipij Sardiatikum.
U srednjem vijeku područje se spominje pod imenom Unac. Tek razvojem Drvara kao industrijskog centra, naziv Unac za područje se manje koristi.